# Перкаси (Пенсилванија)
Перкаси (енгл. Perkasie) јесте град у америчкој савезној држави Пенсилванији.

## Демографија
Према попису из 2010. године, број становника је 8.511, што је 317 (–3,6%) становника мање него 2000. године.
| Група             | 2000.         | 2010.         |
| Белци             | 8.550 (96,9%) | 7.990 (93,9%) |
| Афроамериканци    | 52 (0,6%)     | 88 (1,0%)     |
| Азијати           | 47 (0,5%)     | 86 (1,0%)     |
| Хиспаноамериканци | 120 (1,4%)    | 212 (2,5%)    |
| Укупно            | 8.828         | 8.511         |